# Hængning, opsprætning og partering
Hængning, opsprætning og partering eller at blive hængt, opsprættet og parteret (engelsk: hanged, drawn and quartered) var en historisk henrettelsesmetode anvendt i England og Wales som straf for højforræderi eller falskmøntneri.
I datidens England pålagde man the Courts of Assize, en domstol oprettet af det britiske monarki, at idømme straffe for meget alvorlige forbrydelser mod kongehus og stat. I begyndelsen af det 18. århundrede blev dødsmetoden ikke længere anvendt, men erstattet af traditionel hængning. Straffen eksisterede herefter kun proforma og blev slettet helt i 1870. Dødsstraf for højforræderi og alle øvrige forbrydelser blev afskaffet i Storbritannien i 1998.
Henrettelsesmetoden blev anvendt første gang under den engelske konge Henrik 3. af Englands regeringstid og sidste gang i 1867, dog kun som skrevet på papir og udelukkende med hængning som den tilbageværende del af straffen.

## Fremgangsmåden
Henrettelsen fandt ofte sted i samme by eller samme egn som den dødsdømte havde sin bopæl på og ikke på stedet for hans anholdelse eller for domstolens sæde. Efter domsfældelsen blev fangen i første omgang placeret og bundet fast på en kvæglåge som blev trukket afsted af én eller flere heste i retning af henrettelsesstedet.
Fremme ved skafottet fik offeret en løkke om halsen og hængt op i galgen, men taget ned igen, før han kunne nå at dø. Derefter blev han skamferet levende: kønsorganerne blev afskåret, maven opsprættet og tarmene trukket langsomt ud af kroppen (engelsk: drawn) foran de mange tilskuere på henrettelsespladsen og brændt på et bål, stadigvæk med offeret som vidne og ved fuld bevidsthed. Døden indtraf først ved den efterfølgende halshugning, eller ved at hjertet blevet flået ud af brystkassen for at blive brændt sammen med indvoldene. Torsoen på det lemlæstede lig blev nu hakket eller savet i fire dele (engelsk: quartered), og kropsdelene blev sammen med det afhuggede hoved spiddet på fem pæle og vist offentligt frem til advarsel for borgerne. Denne fremvisningsmetode blev afskaffet i 1843.
Ligesom andre typer henrettelser der involverer ekstrem tortur, havde denne dødsmåde især til formål at påvirke befolkningen til lydighed gennem afskrækkelse. Brugen af tortur og smerte, såvel som deres offentlige fremvisning, tjente også som en demonstration af magt

## Berømte ofre
Dødsmåden hængning, opsprætning og partering blev som nævnt påbegyndt af Englands konge Henrik 3. i 1200-tallet og hyppigt anvendt som straf for højforræderi indtil begyndelsen af 1700-tallet. Hundredvis forræderianklagede mødte døden på denne måde.
- I 1283 blev den walisiske fyrste Dafydd ap Gruffydd som første medlem af højadelen hængt, opsprættet og parteret, efter ordre af den engelske Edvard 1. (også kaldet „Longshanks“).[6]

- I 1305 blev den skotske adelsmand og nationalhelt William Wallace anklaget for højforræderi mod den engelske konge og dømt til hængning, opsprætning og partering. Han blev efterfølgende offentligt henrettet i London 23. august 1305. Henrettelsen fandt ligeledes sted under Edvard 1.s regeringstid.[7]

- I 1326 blev Hugh le Despenser, der var nær allieret med Kong Edvard 2. henrettet på denne måde, efter at kongen var blevet væltet.[8]

- Mellem 1535 og 1540 henrettedes en stor del af de fyrre martyrer fra England og Wales gennem hængning, opsprætning og partering fordi de nægtede at tilslutte sig Henrik 8.s Act of Supremacy. Henrettelserne foregik i Tyburn. Kun seks af de fyrre tiltalte undslap lemlæstelsesstraffen.[9]

- I 1605 blev Guy Fawkes' medsammensvorne i Krudtsammensværgelsen idømt denne dødsstraf. Fawkes selv forkortede dog lidelserne, ved hurtigt at hoppe fra galgepiedestalen og dermed brække halsen.[10]

- I 1610 blev den franske kongemorder François Ravaillac dømt til hængning, opsprætning og partering efter at have myrdet Henrik 4. af Frankrig. Efter skamferingsdelen blev hans arme og ben bundet fast til fire heste og kroppen trukket fra hinanden, hvorved døden indtraf.[3]

- I 1684 henrettedes den britiske officer Sir Thomas Armstrong som straf for sin deltagelse i Ryehouse-plottet, der havde til formål at myrde den engelske konge Charles 2. Efter dommen for højforræderi, førtes han frem for offentligheden til hængning, opsprætning og partering.[11]

- I 1803 skulle den kongelige irske officer Edward Despard, der var i tjeneste for det engelske kongehus, have været henrettet sammen med seks medsammensvorne efter samme dødsmetode. De syv var blevet anklaget for et planlagt attentat på den britiske konge Georg 3. Straffen ændredes dog til hængning og (posthumt) afhugning af hovederne.[3]

Den tidligere Lord Chancellor og forfatter Sir Thomas Morus, der i sin embedsperiode tjente Henrik 3. kongelige stab, stod til at blive hængt, opsprættet og parteret pga. uenigheder med kongen og en anklage for højforræderi. Men kongen modererede senere straffen, og Morus henrettedes udelukkende ved halshugning, hvilket fandt sted i 1535.

## Links
- Wikimedia Commons har flere filer relateret til Hængning, opsprætning og partering